# Yale Literary Magazine
Das Yale Literary Magazine ist die älteste Literaturzeitschrift und die älteste Studentenzeitschrift der USA überhaupt. 

## Geschichte
Das Yale Literary Magazine (auch Lit oder die Yale's Old Lady in Brown genannt) wurde 1836 gegründet und erscheint zweimal pro Studienjahr. Seit mehr als 170 Jahren veröffentlicht sie Lyrik, Prosa, Literaturkritiken und Illustrationen von Studenten der Yale-Universität. Die Zeitschrift ist stolz auf ihre Tradition und gleichzeitig offen für neue literarische Strömungen. In den 80er Jahren kam es um das Magazin zu juristischen Auseinandersetzungen, weil Andrei Navrozov, ein ehemaliger Student der Universität nach Beendigung seiner Studienzeit eine Zeitschrift gleichen Namens herausgab, die nicht mehr an die Universität gebunden war. Diese Zeitschrift fiel durch ihre überwiegend russischen Themen auf, veröffentlichte statt Texte von Yale-Studenten solche von Joseph Brodsky und Boris Pasternak, aber auch von Ezra Pound und William F. Buckley. Schließlich gingen die Rechte am Namen der Lit jedoch wieder auf die Studentenschaft der Universität über.
Heute setzt das Blatt seine altehrwürdige Tradition fort und spiegelt die reichhaltige literarische und künstlerische Aktivität des universitären Campus wider. In jedem Semester werden weit mehr Manuskripte eingereicht als die Zeitschrift veröffentlicht, sodass durch strenge Auswahl ein hohes Maß an Qualität aufrechterhalten werden kann.